# Bradyrhizobium jicamae
Bradyrhizobium jicamae (лат.) — грамотрицательная, строго аэробная бактерия из рода Bradyrhizobium, были выделены из клубеньков растения Pachyrhizus erosus в Гондурасе, название происходит от ацтекского названия этого растения.

## Описание
Образуют клубеньки на корнях бобовых родов хикама и леспедеца. Оптимальные условия для роста на дрожжевом агаре с маннитом — 28 °С и 7 pH. Не требовалельна к содержанию нитратов. Бактерии способны усваивать глюкозу, L-арабинозу, L-сорбозу, мелезитозу, глюконовую и адипиновую кислоты, не усваивают маннит, маннозу, L-рамнозу, N-ацетилглюкозамин, мальтозу, целлобиозу, трегалозу, фенилацетат, соли пировиноградной, молочной, янтарной, капроновой и лимонной кислот. Все штаммы чувствительны к антибиотикам канамицину, тетрациклину, цефуроксиму, полимиксину B, ципрофлоксацину, эритромицину, неомицину и гентамицину. Наиболее близкими видами являются Bradyrhizobium neotropicale, Bradyrhizobium embrapense, Bradyrhizobium viridifuturi и Bradyrhizobium erythrophlei.